# Parepisparis olivescens
Parepisparis olivescens là một loài bướm đêm trong họ Geometridae.